# Jacques Jouvenel des Ursins
Jacques Jouvenel des Ursins né le 14 octobre 1410, mort le 12 mars 1457 à Poitiers, septième fils de Jean Jouvenel des Ursins et de Michelle de Vitry, est un ecclésiastique et diplomate français.

## Carrière ecclésiastique
Chanoine, puis président des comptes et trésorier de la Sainte-Chapelle. En 1441, Il est archidiacre de Paris. Jacques Jouvenel des Ursins devint en 1444 archevêque de Reims, dignité dont il se démit en 1449 en faveur de son frère aîné Jean II Jouvenel des Ursins après qu'il eut été institué patriarche d'Antioche par le pape Nicolas V. Le 5 novembre 1449, il se voit confier l'évêché de Poitiers, et le 30 du même mois, celui de Fréjus, dignité qu'il échangea contre celle de prieur de Saint-Martin-des-Champs à Paris.

## Le diplomate
Il fit une brillante carrière ecclésiastique mais fut tout aussi brillant dans la diplomatie.
Premier pair de France, avocat du Roi au Parlement de Paris rétabli (1436), il remplira avec beaucoup de réussite les diverses missions à l'étranger qui lui furent confiées.
Il fut un négociateur non négligeable lors des États généraux de 1439 tenu à Orléans où, avec Louis Ier de Bourbon-Vendôme, le comte de Vendôme, il prôna la paix. 
Il fut l'un des protagonistes qui permit la fin du Grand Schisme d'Occident en notifiant en avril 1449 sa déchéance à Amédée (VIII) de Savoie, le dernier antipape sous le nom de Félix V. En récompense de quoi, il se vit attribuer le patriarcat d'Antioche.